# Ove Olsson
Sven Ove "Fiskar-Owe" Ohlsson (ur. 19 sierpnia 1938 w Sztokholmie) – były szwedzki piłkarz, napastnik. Srebrny medalista MŚ 1958.

## Kariera klubowa
Ove Olsson wychowywał się w juniorskim zespole Hälsö BK. W seniorskiej piłce debiutował w 1954 w IFK Göteborg. Z IFK zdobył mistrzostwo Szwecji w 1958. W latach 1965–1971 był zawodnikiem AIK Fotboll. Karierę zakończył jako grający trener IFK Sztokholm w 1974.

## Kariera reprezentacyjna
W reprezentacji Szwecji Olsson zadebiutował 7 maja 1958 w wygranym 3-2 towarzyskim spotkaniu ze Szwajcarią. W tym samym roku był w kadrze na mistrzostwa świata. Ostatni raz w reprezentacji wystąpił 2 sierpnia 1964 w przegranym 0-1 meczu Pucharu Nordyckiego z Finlandią. Ogółem w latach 1958-1964 w wystąpił w reprezentacji 15 spotkań, w których zdobył 6 bramek.

## Kariera trenerska
Karierę trenerską rozpoczął jako grający trener IFK Sztokholm w 1972. Potem jeszcze szkolił juniorów AIK Fotboll.